# Боксьор в почивка
Бронзовият Юмручен борец (боксьор), IV в. до н. е. е ненадминат и уникален образец на класическата гръцка скулптура (автор, вероятно, Лизип или учениците му). Понякога наричат статуята Квириналският боксьор, тъй като е намерена на хълма Квиринал близо до църквата Сан Силвестро.
Учудваща е не само оригиналната технология за отливане на статуята. Виждаме сплав от различни метали, които подчертават реализма на сцената (например, устните, белезите, капките кръв са от медни петна). Забележителен е контрастът между отпуснатото тяло на бореца, който набира сили в паузата на двубоя, и рязкото обръщане на погледа встрани и нагоре. Създава се впечатление, че борецът реагира на емоциите на публиката. Или се вслушва в съветите на наставника. А може би, в тъмните очни орбити се криела надежда, умора или желанието на бореца да приключи с кървавия спорт?
Без всякакво съмнение, тази скулптура буди огромно уважение към таланта на майстора, а детайлите (особено юмруците) ни напомнят за знаменитите бронзови статуи в Рияче.
Статуята е изложена в Националния римски музей.